# Ria Persad
Ria Persad Carlo (Trindade e Tobago, 18 de junho de 1974) é uma matemática, astrofísica e musicista clássica estadunidense.

## Vida e obra
Ria Persad mudou-se com sua mãe de Trinidad para o Harlem, na Cidade de Nova Iorque, pouco antes de começar a frequentar a escola. No início da década de 1980 ela e sua mãe mudaram-se para o sul da Califórnia, perto de Los Angeles. Com 12 anos de idade fez uma pesquisa com a astrônoma Eleanor F. Helin no Jet Propulsion Laboratory do Instituto de Tecnologia da Califórnia no campo do estudo de asteroides e cometas órbitas. Aos 13 anos de idade trabalhou no Laboratório de Supercondutividade de Alta Temperatura da Universidade de Boston e aos 14 anos desenvolveu novos métodos de integração numérica e recebeu o primeiro prêmio na MIT State Science Fair por 2 anos consecutivos. Frequentou aulas de matemática na Universidade Harvard e se formou na Boston Latin School aos 16 anos de idade. Fez então pesquisas na Universidade de Princeton, onde trabalhou como pesquisadora com o astrofísico John Norris Bahcall no Instituto de Estudos Avançados sobre Análise de Dados do Telescópio Espacial Hubble de Emissão de Espectro de Quasar. Passou então a estudar matemática e física na Universidade de Cambridge com uma bolsa da Commonwealth. Começou um PhD em matemática na Universidade Rice em 1995 , que não completou porque estava pesquisando na NASA no Centro Espacial Lyndon B. Johnson como analista na missão Mars Pathfinder.
Recebeu um prêmio de honra mais alta da Society of Women Engineers e foi homenageada no Presidential Scholars Program do presidente George H. W. Bush. Trabalhou como climatologista na Enron e na Duke Energy e, quando descobriu uma lacuna na disponibilidade de dados para essas indústrias, desenvolveu sistemas de previsão do tempo.
Em 2009 fundou a StatWeather, uma empresa de serviços meteorológicos e climáticos especializada na nova aplicação de redes neurais bayesianas e inteligência artificial para sistemas automatizados de previsão. Em janeiro de 2018 a StatWeather foi nomeada a tecnologia de ar condicionado líder mundial pela Environmental Business International. A StatWeather recebeu vários prêmios, incluindo o Global Data Provider of the Year
É desde 2019 presidente da European Chamber of Digital Commerce.